# إيرا غلاس
إيرا غلاس (بالإنجليزية: Ira Glass)‏ هو مقدم برامج إذاعية وكاتب سيناريو ومنتج أفلام وممثل أمريكي، ولد في 3 مارس 1959 في بالتيمور في الولايات المتحدة. من الجوائز التي نالها جائزة جورج بولك ‏ سنة 2011.

## أعمال

### أفلام
- (2014) فيرونيكا مارس

## جوائز
- جائزة جورج بولك [الإنجليزية]‏ (2011)

## وصلات خارجية
- إيرا غلاس على موقع IMDb (الإنجليزية)
- إيرا غلاس على موقع الموسوعة البريطانية (الإنجليزية)
- إيرا غلاس على موقع ميوزك برينز (الإنجليزية)
- إيرا غلاس على موقع إن إن دي بي (الإنجليزية)
- إيرا غلاس على موقع أول ميوزيك (الإنجليزية)
- إيرا غلاس على موقع ديسكوغز (الإنجليزية)
- إيرا غلاس على موقع قاعدة بيانات الفيلم (الإنجليزية)